# Strażnica WOP Korczowa
Strażnica w Korczowej:
1. podstawowy pododdział graniczny Wojsk Ochrony Pogranicza pełniący służbę ochronną na granicy polsko-radzieckiej.
2. graniczna jednostka organizacyjna polskiej straży granicznej realizująca zadania bezpośrednio w ochronie granicy państwowej.

## Formowanie i zmiany organizacyjne
Strażnica WOP Korczowa powstała wiosną 1948 roku. W 1952 roku weszła w skład batalionu lubaczowskiego. 
Od 15 marca 1954 wprowadzono nową numerację strażnic. Strażnica III kategorii otrzymała numer 156.
W 1964 roku w Korczowej stacjonowała placówka WOP nr 5 26 Przemyskiego Oddziału Wojsk Ochrony Pogranicza.
W 1976 roku odtwarzano brygady na granicy ze Związkiem Radzieckim. Na bazie 26 Przemyskiego Oddziału WOP sformowano Bieszczadzką Brygadę WOP. W jej strukturach, na bazie placówki WOP Korczowa zorganizowano strażnicę WOP Korczowa.
Po rozwiązaniu w 1991 roku Wojsk Ochrony Pogranicza, strażnica w Korczowej weszła w podporządkowanie Bieszczadzkiego Oddziału Straży Granicznej.
Z dniem 2 stycznia 2003 roku strażnica SG w Korczowej została włączona w strukturę Granicznej Placówki Kontrolnej w Korczowej. Od tego dnia GPK w Korczowej przejął służbową odpowiedzialność za ochronę odcinka granicy państwowej podległy dotychczas rozwiązanej strażnicy.

## Ochrona granicy
Z chwilą utworzenia Bieszczadzkiego Oddziału Straży Granicznej w Przemyślu, w maju 1991 roku strażnica Korczowa ochraniała odcinek granicy państwowej z Ukrainą od znaku granicznego nr 613 do znaku nr 580.
linia rozgraniczenia:
1. ze strażnicą Medyka: wył. znak gran. 580 granicą gmin Radymno oraz Stubno i Orły[8].

## Dowódcy/ komendanci strażnicy
- kpt. Kazimierz Buczek[9]  (23.12.1986–był 31.07.1990)[10]

Straż Graniczna:

- ppor. SG Mirosław Bieniek (1991–?)[11].